# ホロリ
ホロリ（ロシア語: Хороль）はロシア連邦東部の沿海地方にあり、ホロリ地区の中心に位置する村。人口は10,860人（2010年全ロシア国勢調査）。